# Association nationale des maires des stations classées et des communes touristiques
L'Association Nationale des Elus des Territoires Touristiques, anciennement connue sous le nom d'Association nationale des maires des stations classées et des communes touristiques est une association d'élus. Elle a été créée le 21 novembre 1930 sous le nom d'Association des Maires et Délégués des Chambres d'Industrie des stations thermales, climatiques et touristiques. Sa raison sociale actuelle date de 2015. Elle regroupe les maires de communes de France labellisées  « stations classées de tourisme » en application de la  loi n° 2006/437 du 14 avril 2006 portant diverses dispositions relatives au tourisme. Elle compte également un Collège de parlementaires, ainsi que des adhésions d'Offices de Tourisme, Départements, Régions et EPCI.

## Ses membres
Elle regroupe, en 2009, environ 1100 membres dont 47 parlementaires.

## Président
- Philippe Sueur, maire d'Enghien-les-Bains